# به خاطر تو (آلبوم تک‌آهنگ)
به خاطر تو (کره‌ای: 너 때문에؛ انگلیسی: Because of You) دومین آلبوم تک‌آهنگ از گروه دخترانه کره‌ای افتر اسکول است که در ۲۵ نوامبر ۲۰۰۹ توسط پلدیس انترتینمنت منتشرشد. این گروه همچنین ورژن ریمیکس تک‌آهنگ آغازین را با همین نام در ۲۱ ژانویه ۲۰۱۰ منتشر کرد.

## فهرست قطعات
| شماره      | نام                      | مدت   |
| ---------- | ------------------------ | ----- |
| ۱.         | «به خاطر تو» (너 때문에) | ۳:۴۷  |
| ۲.         | «When I Fall»            | ۳:۲۰  |
| ۳.         | «دیوا»                   | ۳:۱۸  |
| ۴.         | «به خاطر تو» (بی‌کلام)    | ۳:۴۷  |
| مجموع مدت: | مجموع مدت:               | ۱۴:۱۲ |

## جدول‌های موسیقی

### جدول‌های هفتگی
| جدول (۲۰۱۰)       | بالاترین جایگاه |
| ----------------- | --------------- |
| کره جنوبی (گائون) | ۱۶              |

### جدول‌های ماهانه
| جدول (۲۰۰۹)       | بالاترین جایگاه |
| ----------------- | --------------- |
| کره جنوبی (گائون) | ۶               |